# ماجدالينا فينتورا مع زوجها وابنها (لوحة)
ماجدالينا فنتورا مع زوجها وابنها (بالاسبانية: Magdalena Ventura con su marido) أو السيدة الملتحية هي لوحة زيتية من 1631 بريشة الفنان الإسباني جوسيبي دي ريبيرا. لوحة ريبيرا هي واحدة من أغرب الصور وأكثرها أثارة للجدل في تاريخ الفن، تصور أللوحة المرأة الملتحية ماجدالينا فينتورا البالغة من العمر 52 عامًا من أبروتسي مع زوجها وطفلها المولود حديثًا. أللوحة الآن جزء من مجموعة متحف ديل برادو في مدريد.

## التاريخ
تم تكليف ريبيرا لرسم أللوحة من قبل جامع الأعمال فرناندو أفان دي، دوق ألكالا ونائب الملك في نابولي، الذي دعا ماجدالينا شخصياً إلى قصره في نابولي ليتم رسمها من قبل الفنان، بعد أن علم بوجود المرأة، وأتباعاً لعرف الرسم الإسباني في القرنين السادس عشر والسابع عشر لتصوير الأقزام والأشخاص ذوي الأجسام غير المعيارية. كل ما نعرفه عن ماجدالينا اليوم مشتق من هذه الاقتباسات والوثائق التي تشير إلى اللوحة نفسها. يمكن أن يكون الفاصل في النص هو المكان الذي تنتهي فيه قصة الحقيقية وتبدأ القصة العامة والروايات التخيلية. تم تحريك دوق الكالا لتكليف اللوحة بناءً على شائعات سمع عنها. ثم انتقلت اللوحة بالميراث إلى مجموعة دوق ميديناسيلي حتى عام 1808 ، وهو العام الذي أزيلت فيه لتُعرض في متحف نابليون في باريس. بعد خمس سنوات، وبأمر من لويس الثامن عشر، أعيدت اللوحة إلى إسبانيا وبقيت في أكاديمية سان فرناندو في مدريد حتى عام 1829 ، عندما استعادها أصحابها الشرعيون في مدريد كوديعة.

## الوصف
تصور أللوحة ماجدالينا فينتورا واقفة وهي ترضع طفلها. خلفها، في الظل، زوجها، وعلى اليمين لوحان. يسرد الجزء الأول تفاصيل قصة عائلتهم باللاتينية، والثاني يبين أنها من عجائب الطبيعة. طريقة ريبيرا ليست خفية جدًا لتظهر لنا أن فينتورا هي امرأة تشريحًا، لأنه لا توجد علامة على ذلك في وجهها. لحيتها السوداء الضخمة تجعلها تبدو كبطريرك العهد القديم. كما أن ملامح وجهها ثقيلة وقوية، بمعنى أنها تتوافق مع الافتراضات الشائعة لما يبدو «ذكوريًا». جسدها كبير وعضلي ويداها قويتان مشعرتان. ملابسها ملونة بدقة ولكنها محايدة جنسياً. لديها ثدي واحد محتقن وطفل رضيع بعيدًا عن الحلمة. هناك دليلان آخران على جنس ماجدالينا وهما الأشياء الصغيرة الموجودة أعلى الألواح الحجرية؛ المغزل - رمز الأنوثة، وقشرة الحلزون، حيوان خنثى. يصور ريبيرا ماجدالينا بطبيعية هادئة ونكدة. كما أنه يعطيها كرامة كبيرة. إنها كائن فريد في عينيه: شخص ليس شيئًا ولا شيئًا آخر، ومع ذلك تتفوق إنسانيته على ما بدا للمعاصرين مثل الغرابة. تجسد هذه اللوحة ما يجعل ريبيرا فنانًا متحركًا ولا يُنسى فهذه أللوحة تصورعينه الرقيقة والحنونة للعالم الحقيقي.
زوج فينتورا، الذي يقف خلف كتفها الأيمن، يبدو وكأنه رجل أقل مما تبدو عليه. لحيته أصغر، جسمه أنحف. يجسد ريبيرا حقيقة أن شهرة زوجته طغت عليه، لتحدي ماجدالينا لصور الأنوثة في القرن السابع عشر جعلها من المشاهير في إيطاليا. لقد جاءت من أبروزي، وفقًا للنقش الموجود على لوح حجري في لوحة ريبيرا، أنجبت ثلاثة أبناء قبل أن تنمو لحيتها فجأة عندما كانت تبلغ من العمر 37 عامًا. في الصورة تبلغ من العمر 52 عامًا.

### الرضاعة واقفة
من المحتمل أن ماجدالينا ساعدت في دخل الأسرة أو كانت المعيلة الوحيدة من خلال عدم تقليم نمو لحيتها، وهو جانب تم التأكيد عليه ضمنيًا بطول لحيتها مقارنة بلحية زوجها المشذبة بشكل أكثر أناقة. كانت اللوحة جزءًا من معرض للصور غير العادية لأشخاص ذوي خصائص مختلفة كانت شائعة في أعمال تلك الفترة للرسم الإسباني في القرنين السادس عشر والسابع عشر، مثل التقزم. في هذه الحالة، ينصب الاهتمام على الشعرانية. على الرغم من أن نمو الشعر غير العادي لا علاقة له بالقوة، إلا أن الوقوف البسيط أثناء الرضاعة كان وضعية غير عادية لنساء القرن السابع عشر.

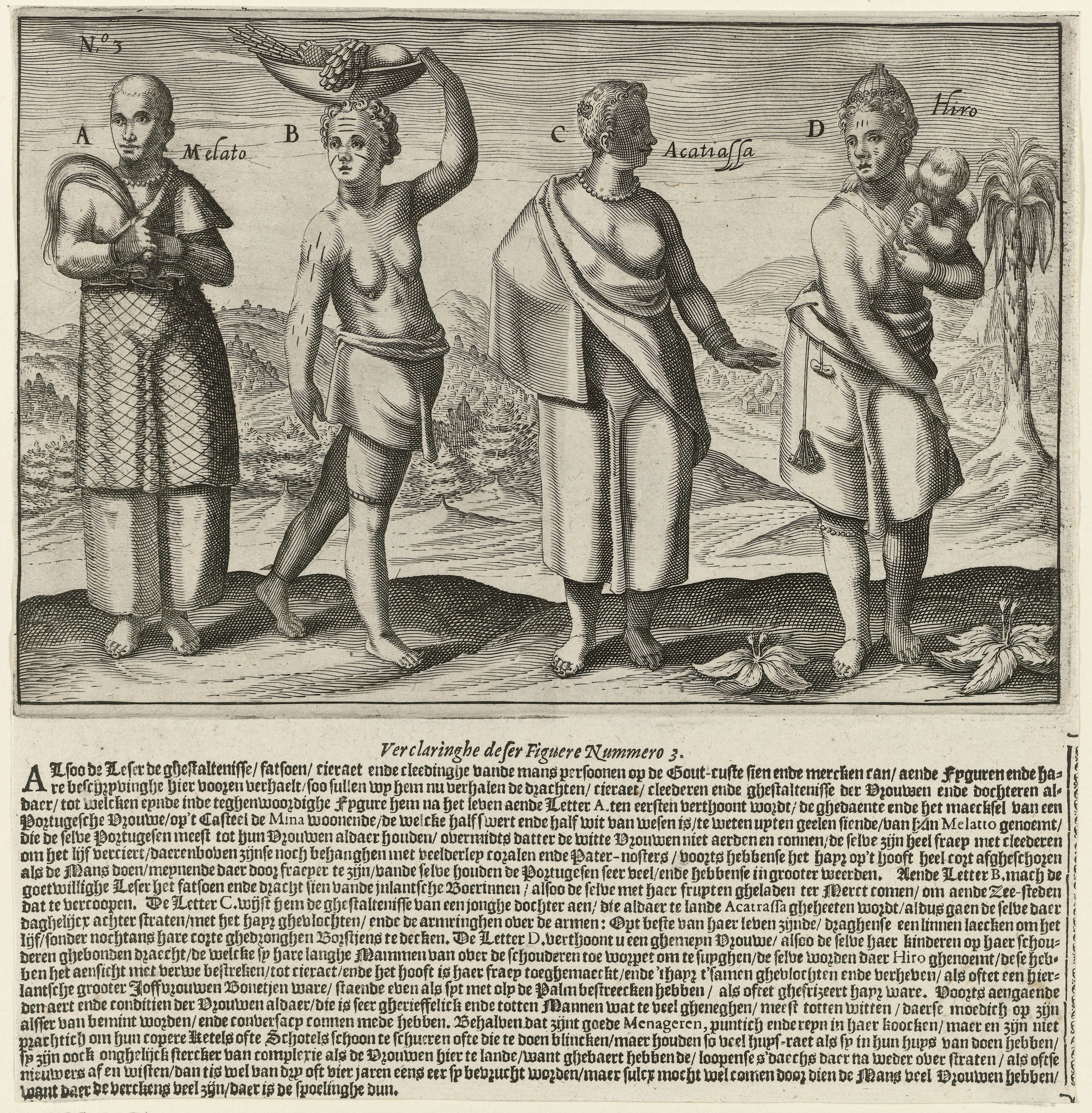
"أربع نساء في غينيا"، رسم توضيحي عام 1602 ليوهان ثيودور دي بري، مع نص توضيحي لبيتر دي ماري.

في روايته عام 1602 عن الساحل الذهبي لأفريقيا، يذكر بيتر دي ماري النساء «اللواتي يقفن بعد الولادة ويقمن بأعمالهن، وغالبًا ما يخرجن إلى الشوارع بعد أيام قليلة». كان كتابه هو النص القياسي في إفريقيا وترجم إلى عدة لغات قبل رسم هذه اللوحة. سواء كان ريبيرا نفسه أو راعيه، جامع الأعمال فرناندو أفان دي، قد قرأه الكتاب وطلب من ريبيرا رسم اللوحة. لم يؤكد ريبيرا رجولت ماجدالينا فقط من خلال وقوفها أثناء الرضاعة، بل أظهر قوة في يديها في الطريقة التي تمسك بها طفلها، وطولها يكاد يساوي ارتفاع زوجها، كما لو أن الشعرانية قد تسبب أيضًا طفرة في النمو. كانت أللوحة ناجحة لريبيرا الذي كلف لاحقًا بعمل صورة من نفس النوع لصبي ذي قدم حنفاء، الأحنف، في عام 1642.

#### السمة
أحد الموضوعات الأساسية للوحة هو محاولة ريبيرا لتعزيز أنوثة ماجدالينا بمهارة. يُشار إلى هذا بشدة من خلال الثديها الغريب الذي يشبه العملاق وهي ترضع طفلًا حديث الولادة. بحلول الوقت الذي تم فيه تنفيذ هذه اللوحة، كانت ماجدالينا تبلغ من العمر اثنين وخمسين عامًا وكان أبناؤها الثلاثة بالتأكيد لا يرضعون؛ وبالتالي، فإن هذه الطفلة هي رمز، مما يؤكد حقيقة أنه على الرغم من لحيتها الفاخرة، فإن شخصية هذه الصورة هو بالتأكيد امرأة. يتم تعزيز هذه الرسالة من خلال وجود بكرة خيط ورأس عصا فوق اللوح الحجري على يمين الصورة، وكلاهما رمزان للعائلة والأنوثة.

## تصورات
أثبتت لوحة ريبيرا مجموعة متنوعة من الملاحظات على مر القرون. لقد تم التعبير عن الإعجاب والفضول والانبهار والاشمئزاز وحتى اليوم يجد بعض المهنيين الطبيين ذلك مزعجًا. كان ريبيرا من المعجبين بكارافيجيو ومدرسة «تينبريستس» الذين أحبوا التباين بين الضوء والظل (مثل ماجدالينا المتوهج بينما ظل زوجها في الظل) وكان أيضًا مفتونًا بالغرابة والأختلاف. ومع ذلك، فقد تم التعامل مع الموضوع بكرامة ووصف بأنه «معجزة الطبيعة». قارن هذا الموقف بالطريقة التي عوملت بها المرأة الملتحية على مدى القرون اللاحقة في أماكن أخرى في أوروبا. كان يُنظر إلى بعضهن على أنهن ساحرات بل وأحرقن على المحك. البعض الآخر، لا سيما في القرنين التاسع عشر والعشرين، تم التعامل مع بريطانيا على أنها نزوات وعرضت في السيرك جنبًا إلى جنب مع الأقزام والعمالقة ليتم التهامهم والاستهزاء بهم.

## الأستقبال النقدي للوحة
ماجدالينا فنتورا مع زوجها وابنها هي لوحة فريدة من نوعها وواحدة من أكثر الأعمال إثارة للفضول في الفن الأوروبي في هذه الفترة. ألوحة توضح مهارات ريبيرا في أخذ ما هو غير عادي وغير معروف وتحويله إلى تحفة موحية. هناك نغمات نفسية عميقة للدراما والعاطفة في هذه القطعة التي لها أبعاد عاطفية مؤثرة. تضيف الإضاءة إلى شدة الصورة ويتضح تأثير كارافاجيو هنا بأسلوب العجلة والظلام اللافت للنظر. كان فرانثيسكو غويا من أشد المعجبين بالمجموعات الأرستقراطية في مدريد، وقد أشار إلى المرأة الملتحية في رسم يصور المرأة الملتحية مع طفل بين ذراعيها وتحمل نقشًا بيد غويا.

## الرسام

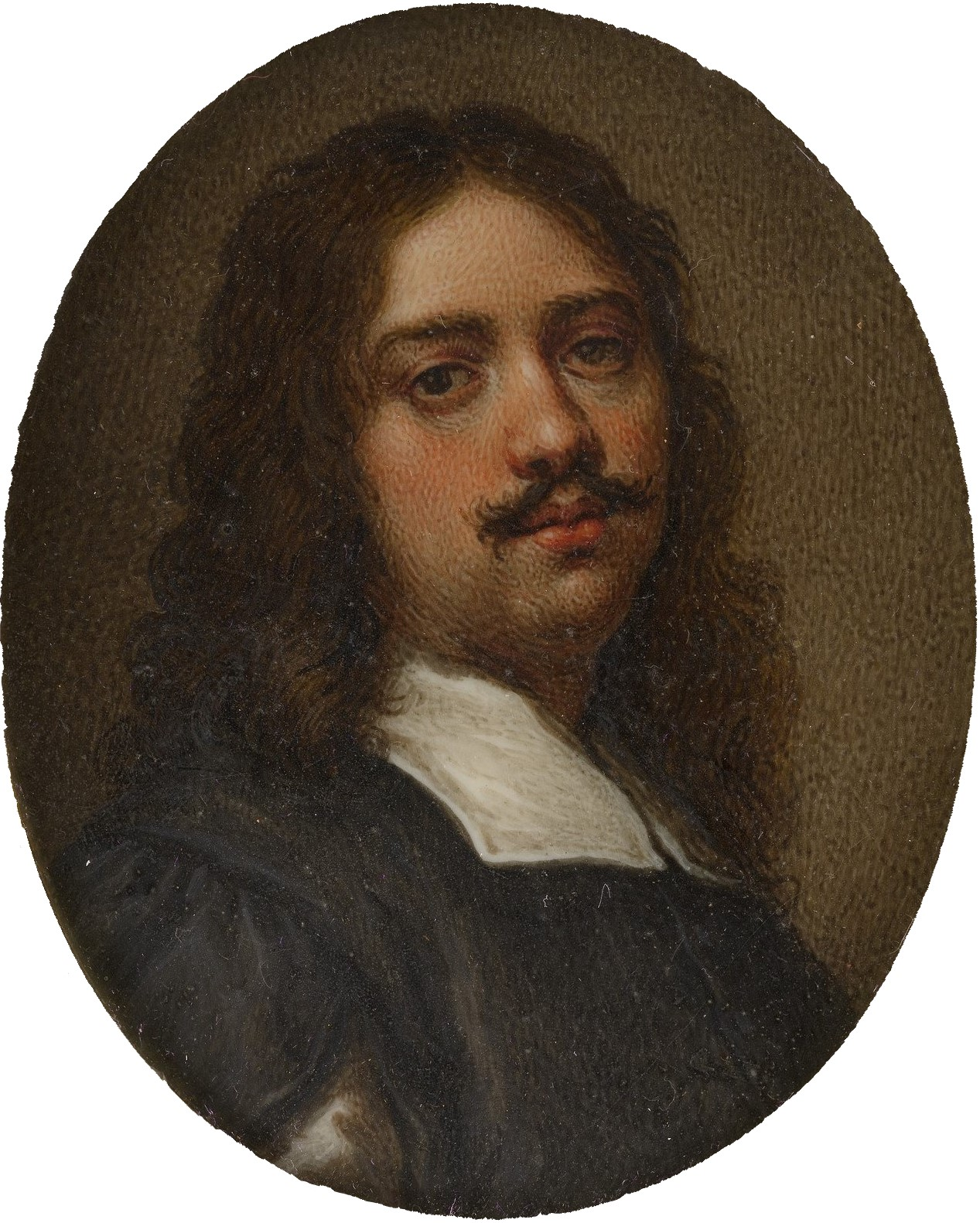
خوسيه دي ريبيرا

خوسيه دي ريبيرا (عُمِّدَ 17 فبراير 1591 - توفي 2 سبتمبر 1652) هو رسَّام ونحّات وطّبَّاع إسباني-إيطالي أطلق عليه معاصروه لقب «الإسبانيّ الصغير» نسبة لقصر قامته. وهو من رواد المدرسة الإسبانية رغم إنجازه لمعظم أعماله اللاحقة في إيطاليا. ولد ريبيرا في بلدة شاطبة بالقرب من مدينة بلنسية الإسبانية وهو الابن الثاني لسيمون ريبيرا وزوجتهُ الأولى مارغاريتا كوكو. عُمِّدَ يوم 17 فبراير عام 1591. كان والدهُ صانع أحذية ويحتمل أنهُ كان مشهوراً في صنعته. أراد لهُ والداه أن يعمل مستقبلاً في مجال الأدب أو التعليم فهيآه لذلك، إلَّا أنهُ تجاهل هذه الدروس ويُقال أنه تتلمذ على يد الرَّسَّام الإسباني فرانسيسكو ريبالتا (1565-1628) في بلنسية، ولكن ليس ثمة دليل يوثّق وجود هذه الرابطة من عدمها بين ريبالتا وخوسيه دي ريبيرا. ودفعهُ تلهفه لدراسة الفن في إيطاليا إلى قصدِ روما عبر بارما وهنالك رسم لوحته «القديس مارتن والشَحّاذ» (التي فُقِدت الآن) لكنيسة سان بروسبيرو عام 1611. ووفقاً لأحد المصادر فقد لفت ريبيرا نظر أحد الكرادلة وهو يرسم من الفريسكوات على واجهة أحد قصور المدينة فقام وآواه وأنزله في داره. ولقَّبَهُ الفنانين المحليين باسم «Lo Spagnoletto» أي «الإسباني الصغير».